# Clube Atlético Baependi
O Clube Atlético Baependi é um clube brasileiro de futebol, sediado na cidade de Jaraguá do Sul, no estado de Santa Catarina. Suas cores são azul e branco. Já disputou o Campeonato Catarinense de Futebol, embora encontre-se afastado do certame desde a década de 1960.

## Títulos

### Municipais
- Campeonato Citadino de Jaraguá do Sul: 8 vezes (1953, 1954, 1955, 1956, 1958, 1960, 1962, e 1963).

## Histórico em competições oficiais (Participações)
- Campeonato Catarinense: 1953, 1954, 1955, 1957, 1958, 1959, 1960, 1962, 1964 e 1965.